# 1. deild 1972
La 1. deild 1972 fu la 61ª edizione della massima serie del campionato di calcio islandese disputato tra il 28 maggio e il 23 settembre 1972 e conclusa con la vittoria del Fram, al suo quindicesimo titolo.
Capocannoniere del torneo fu Tomas Palsson (ÍBV) con 15 reti.

## Formula
Come nella stagione precedente le squadre partecipanti furono otto e si incontrarono in un turno di andata e ritorno per un totale di quattordici partite.
L'ultima classificata retrocedette in 2. deild karla.
Le squadre qualificate alle coppe europee furono tre: i campioni alla Coppa dei Campioni 1973-1974, la seconda alla Coppa UEFA 1973-1974 e i vincitori della coppa nazionale alla Coppa delle Coppe 1973-1974.

## Squadre partecipanti
| Club       | Città          | Stadio | Posizione 1971     |
| ---------- | -------------- | ------ | ------------------ |
| Fram       | Reykjavík      |        | 3°                 |
| KR         | Reykjavík      |        | 7°                 |
| Valur      | Reykjavík      |        | 5°                 |
| ÍBV        | Vestmannaeyjar |        | 2°                 |
| Víkingur   | Reykjavík      |        | 2. deild           |
| Keflavík   | Keflavík       |        | Campione d'Islanda |
| ÍA         | Akranes        |        | 4°                 |
| Breiðablik | Kópavogur      |        | 6°                 |

## Classifica finale
|                    | Pos. | Squadra    | Pt | G  | V | N | P  | GF | GS | DR  |
| ------------------ | ---- | ---------- | -- | -- | - | - | -- | -- | -- | --- |
| Islanda (bandiera) | 1.   | Fram       | 22 | 14 | 8 | 6 | 0  | 32 | 17 | +15 |
|                    | 2.   | ÍBV        | 18 | 14 | 7 | 4 | 3  | 37 | 22 | +15 |
|                    | 3.   | Keflavík   | 15 | 14 | 5 | 4 | 4  | 26 | 24 | +2  |
|                    | 4.   | ÍA         | 15 | 14 | 7 | 1 | 6  | 24 | 22 | +2  |
|                    | 5.   | Valur      | 13 | 14 | 3 | 7 | 4  | 20 | 22 | -2  |
|                    | 6.   | Breiðablik | 13 | 14 | 5 | 3 | 6  | 16 | 24 | -8  |
|                    | 7.   | KR         | 10 | 14 | 4 | 2 | 8  | 17 | 26 | -9  |
|                    | 8.   | Víkingur   | 6  | 14 | 2 | 2 | 10 | 8  | 23 | -15 |

Legenda:
      Campione d'Islanda e ammesso alla Coppa dei Campioni
      Ammesso alla Coppa delle Coppe
      Ammesso alla Coppa UEFA
      Retrocesso in 2. deild karla
Note:
Due punti a vittoria, uno a pareggio, zero a sconfitta.

### Verdetti
- Fram Campione d'Islanda 1972 e qualificato alla Coppa dei Campioni
- ÍBV qualificato alla Coppa delle Coppe
- Keflavík qualificato alla Coppa UEFA
- Víkingur retrocesso in 2. deild karla.